# Travunijana klemmi
Travunijana klemmi – gatunek ślimaków z rzędu Littorinimorpha i rodziny źródlarkowatych.
Gatunek ten opisany został po raz pierwszy w 1961 roku przez Hartwiga Schütta pod nazwą Plagigeyeria klemmi. W 2020 roku przeniesiony został do rodzaju Travunijana przez Jozefa Grego.
Ślimak ten osiąga około 2,2 mm wysokości wąsko-stożkowatej muszli. Na powierzchni muszli występują głębokie szwy i grube, szeroko rozstawione żebra. Szczyt muszli jest stępiony. Rzeźba powierzchni protokonchy ma postać regularnie rozmieszczonych, głębokich dołeczków. Dołek osiowy jest zamknięty. Kształt ujścia jest nieregularnie owalny. Warga wrzeciona jest delikatnie zafalowana, natomiast profil boczny wargowy jest prosty.
Mięczak ten zasiedla bentos źródeł. Należy do zdrapywaczy żerujących na peryfitonie.
Gatunek ten jest endemitem Dalmacji. Występuje w południowej Chorwacji oraz Bośni i Hercegowinie, najdalej na północ spośród przedstawicieli rodzaju. W Chorwacji znany jest z dwóch stanowisk w Vrgorsko Polju koło Vrgoracu. Są to źródła Stenjevac i Baja. W Bośni i Hercegowinie zamieszkuje źródła wokół Baćinskich jezer w okolicach Pločy. Ślimak ten umieszczony został w Czerwonej księdze gatunków zagrożonych Międzynarodowej Unii Ochrony Przyrody jako gatunek o niedostatecznie rozpoznanym statusie (DD). Ponadto w Chorwacji objęty jest ochroną gatunkową.